# Gilles-Lambert Godecharle

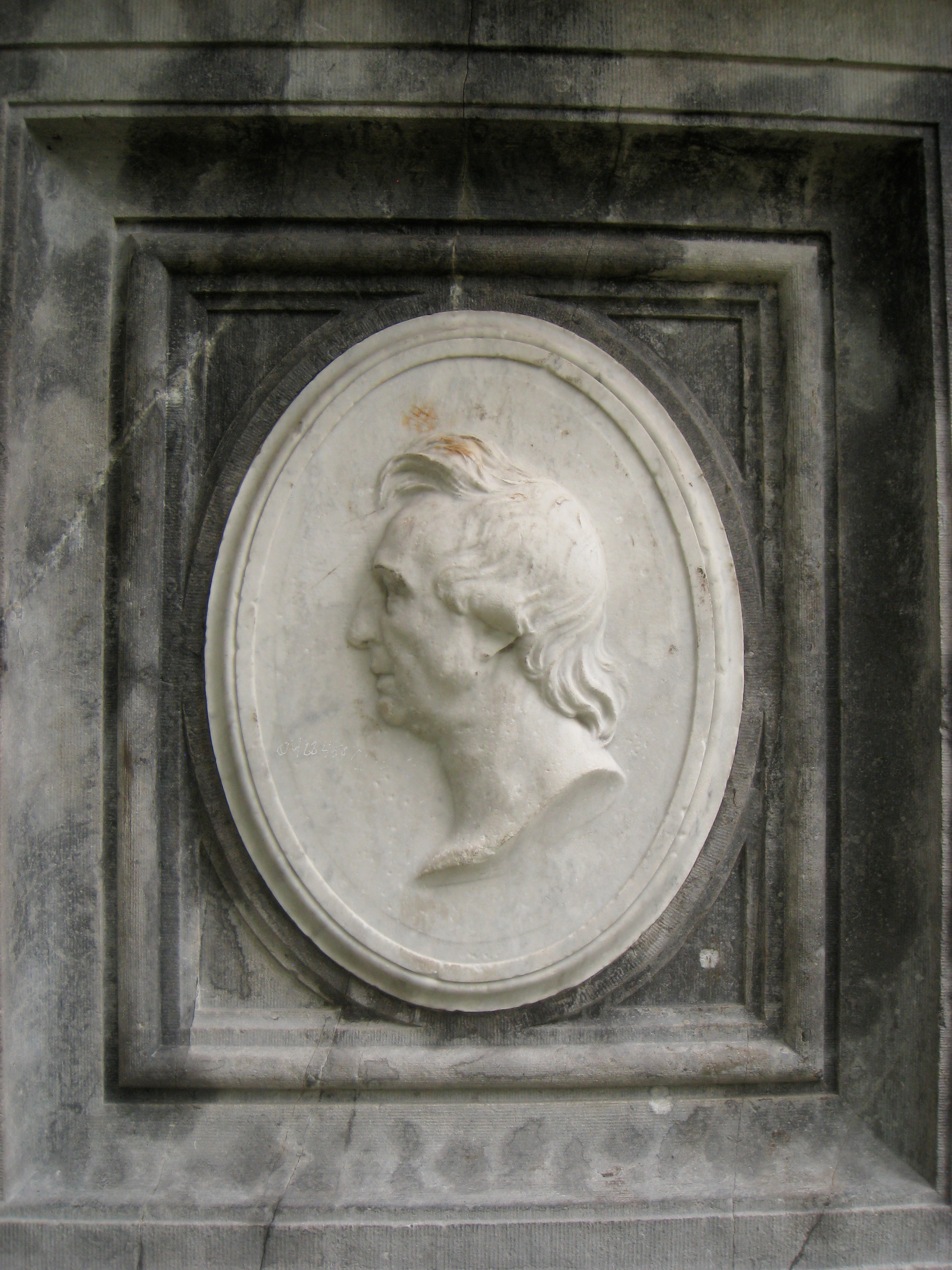
Portret van Godecharle (voetstuk van het monument van Thomas Vinçotte in het Warandepark, Brussel).

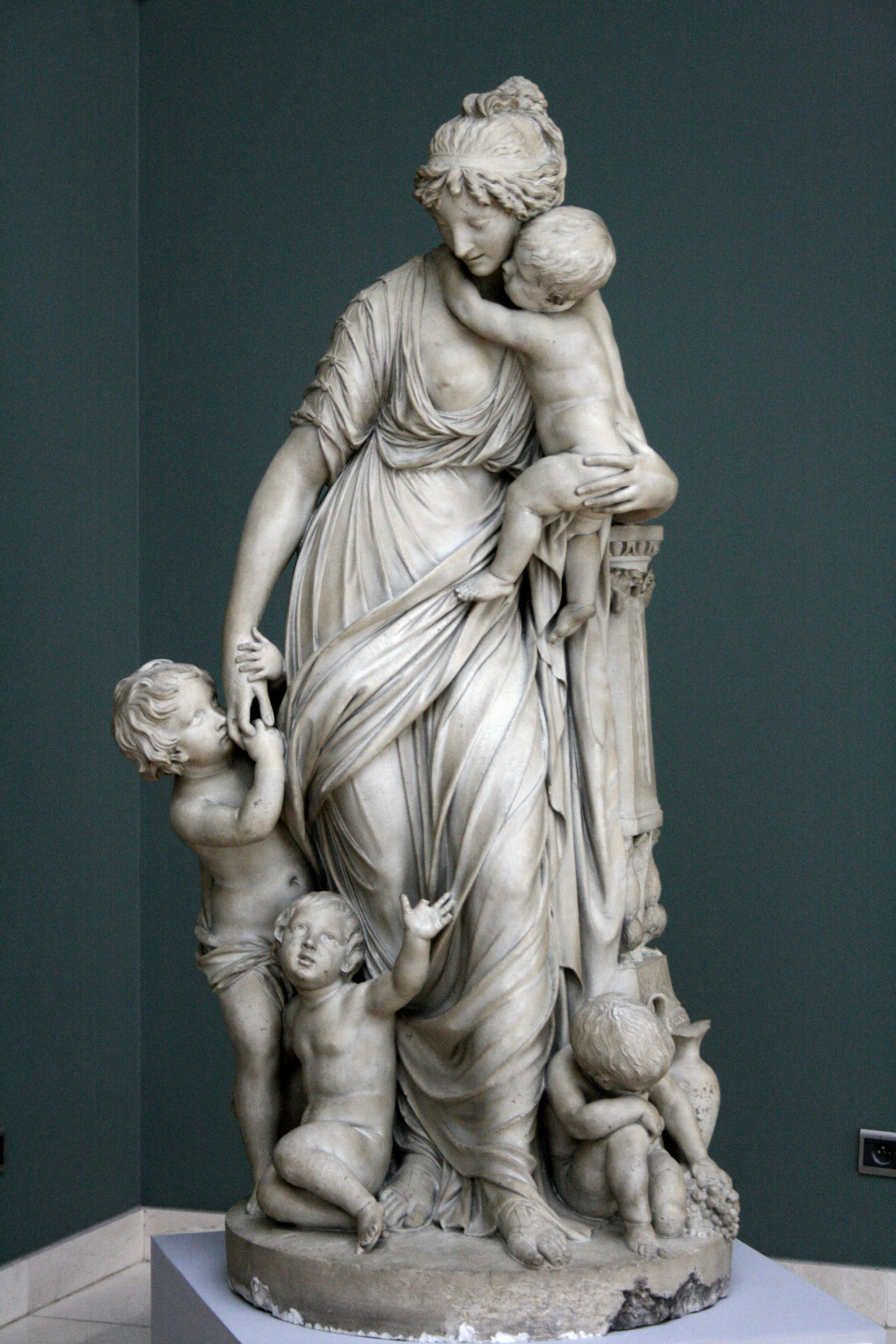
Liefdadigheid (Collectie Koninklijke Musea voor Schone Kunsten, Brussel)

Gilles-Lambert Godecharle (Brussel, 2 december 1750 - aldaar, 24 februari 1835) was een Belgische beeldhouwer in de stijl van het neoclassicisme.

## Biografie
Godecharle behoorde tot een familie van componisten, zangers en instrumentalisten. Zijn werk getuigt van perfect classicisme maar is ook voorzien van leven, gratie en beweging.
Hij vormde zich eerst te Brussel bij de beeldhouwer Jean Dansaert van de Vier Gekroonden. Hij vervolmaakte zich in Nijvel bij Laurent Delvaux, vervolgens in Parijs waar de Vlaamse artiesten nog, zoals in de vorige eeuw, een klein bruisend wereldje vormden; bij Jean-Pierre-Antoine Tassaert, leerling van de grote René-Michel Slodtz, dan aan de Académie bij Jean-Baptiste Pigalle.
Hij won de belangstelling van Karel van Lotharingen, landvoogd der Oostenrijkse Nederlanden, en dankzij diens bescherming kan hij zich vrij en onbezorgd te Parijs en daarna te Rome installeren, tussen de maestri van het Capitool. Koning Frederik II riep hem naar Potsdam waar hij het park met talrijke beelden verfraaide.  Na een bezoek aan Londen keerde hij in zijn eigen land terug.  
Hij werd er leraar, vervolgens directeur aan de Brusselse Academie en creëerde onder andere het fronton van het Paleis der Natie (1781), met als thema De Rechtvaardigheid beloont de Deugdzaamheid, en voor het Kasteel van Laken het fronton (1783) en de reeks Maanden (allegorische bas-reliëfs). Hij maakte ook beelden voor het park van Brussel en de putti voor het Paviljoen Welgelegen in Haarlem. Veruit zijn grootste productie bestond uit busten (met onder meer collecties voor het Kasteel van Wespelaar, de Plantentuin van Gent, de Kruidentuin van Leiden, het Kasteel van Laken, het Kasteel van Loppem...).
Zoals vele artiesten van die periode werd hij lid van de Brusselse vrijmetselarij. Zo kreeg hij veel opdrachten, die hem en zijn familie een aanzienlijk fortuin opbrachten. Zijn zoon Napoléon Godecharle liet aan de stad Brussel een belangrijk deel van dit fortuin na om de Godecharleprijs ten voordele van jonge kunstschilders te creëren, die later ook andere artiesten te baat kwam, zoals architecten.

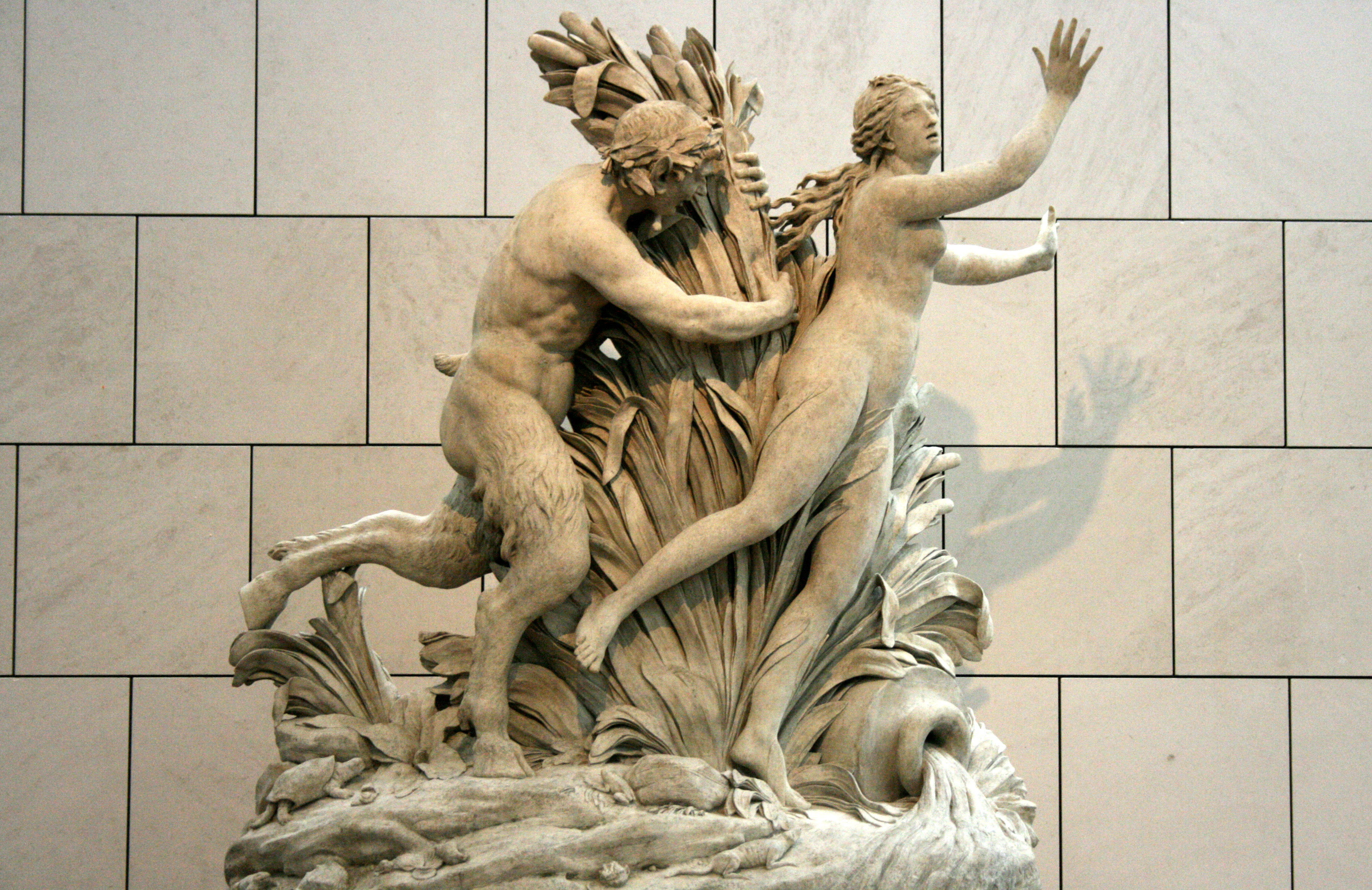
Pan achtervolgt Syrinx in de KMSKB
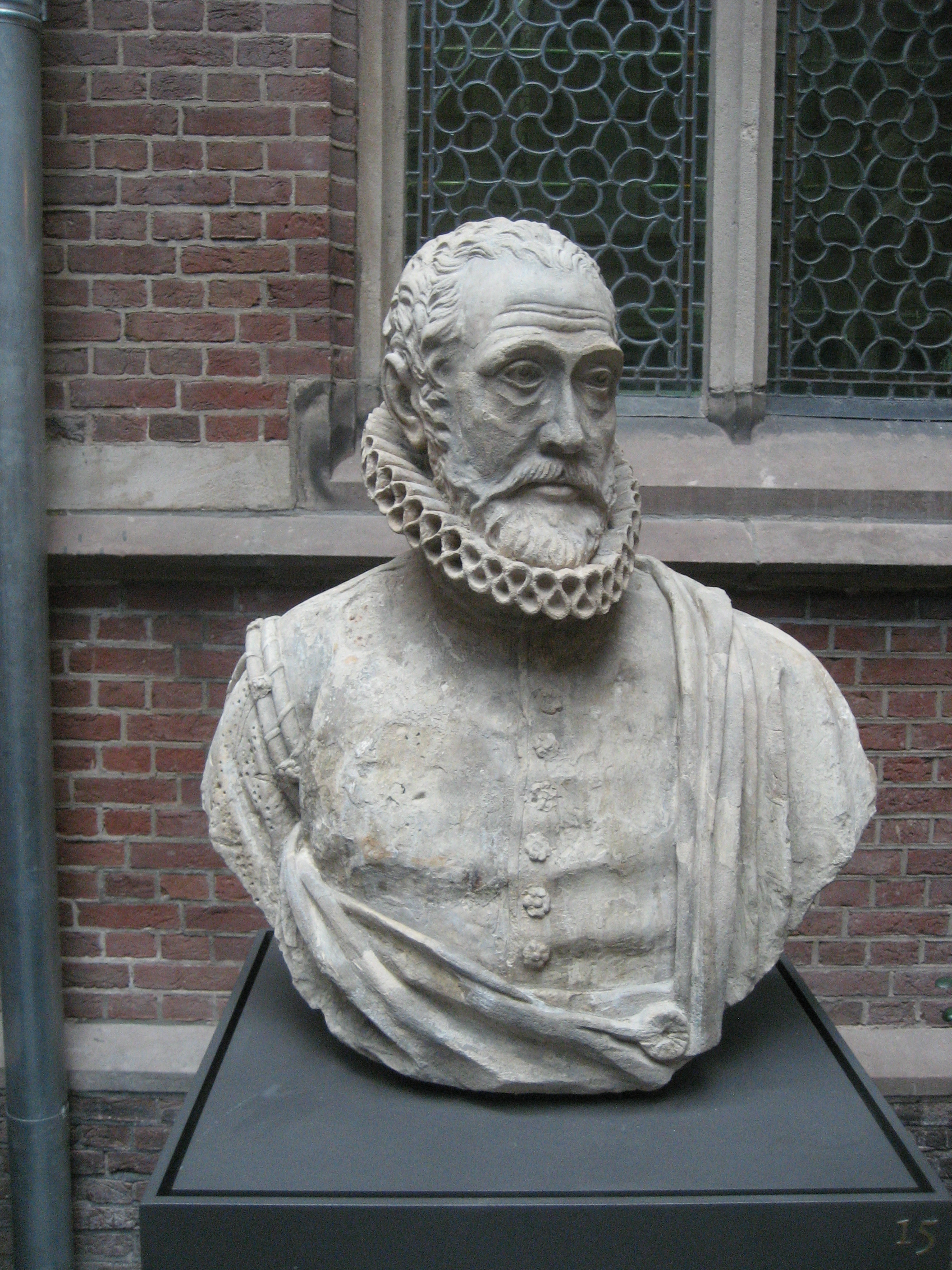
Buste van Clusius in Leiden
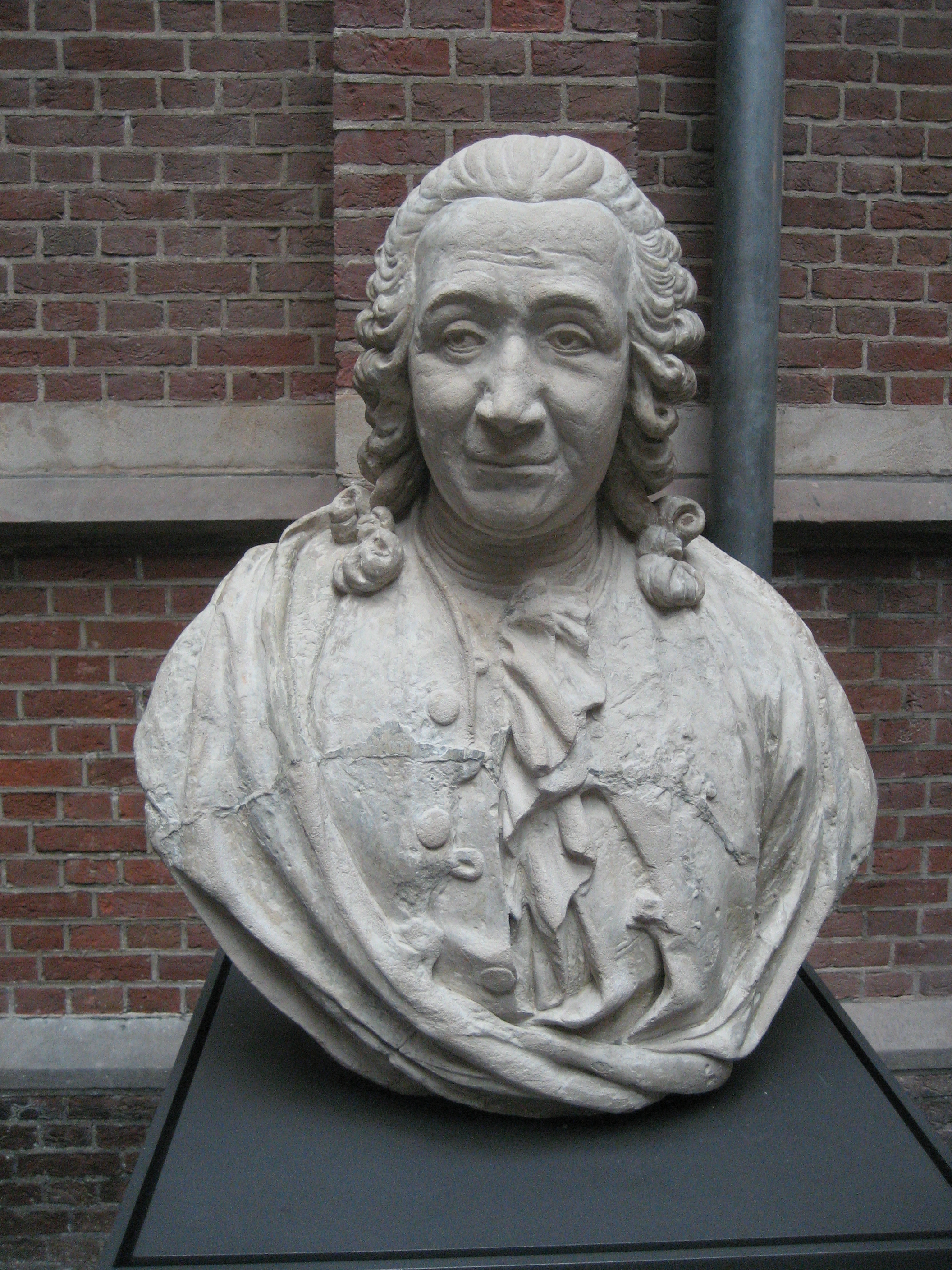
Buste van Linnaeus in Leiden
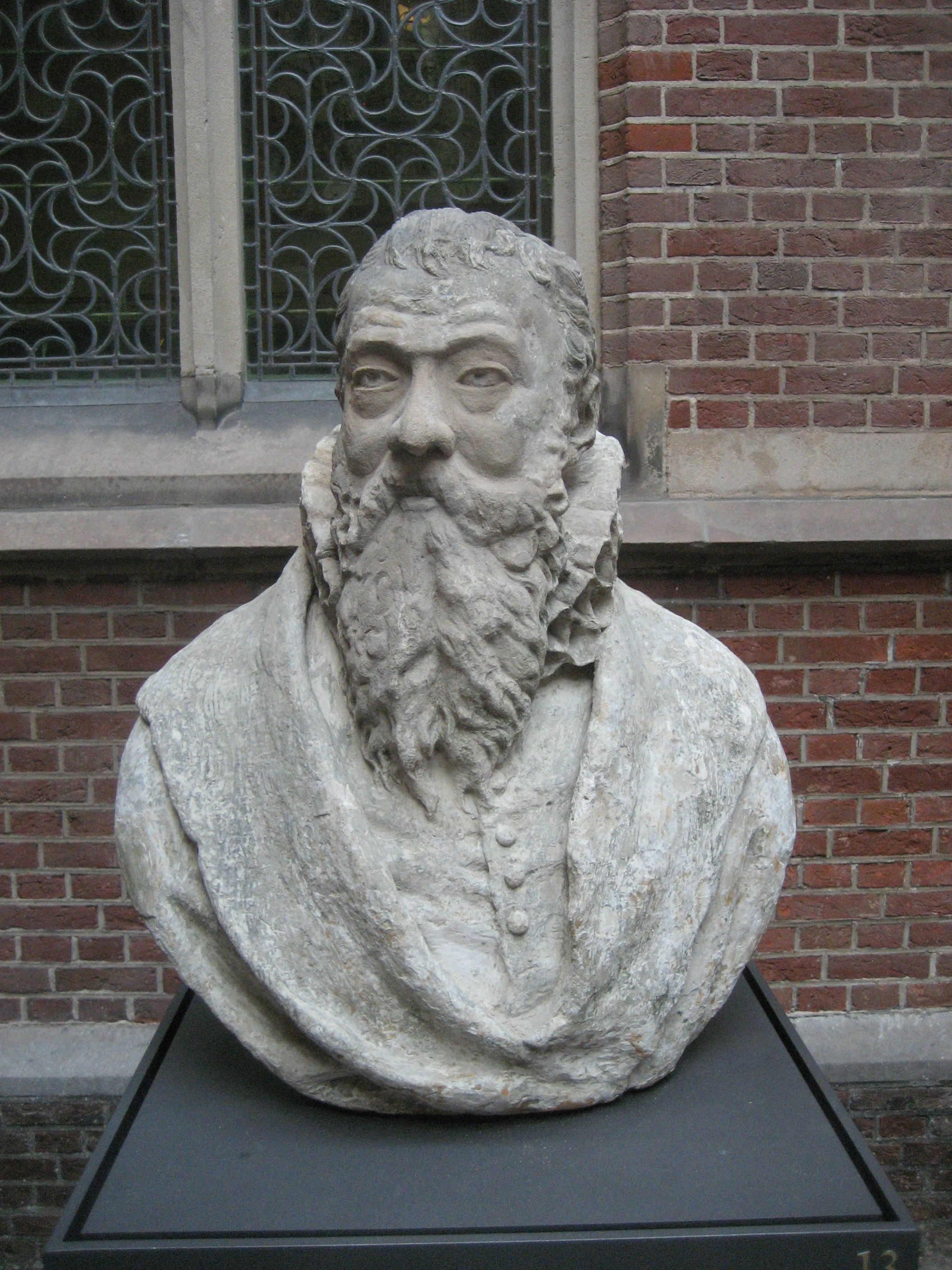
Buste van Dodonaeus in Leiden